# Nowy cmentarz żydowski w Bratysławie
Nowy cmentarz żydowski w Bratysławie – cmentarz żydowski zlokalizowany w centrum Bratysławy, stolicy Słowacji, nad Dunajem, na zachód od Zamku, przy ulicy Žižkovej.

## Historia
Działkę przy ulicy Žižkovej (sąsiadującą z katolickim cmentarzem podgrodzkim) zakupiono w 1845, a pochówki zainaugurowano w 1846 (w 1847 zamknięto stary cmentarz żydowski w pobliżu). Nekropolia była dwukrotnie powiększana o otaczające ją ogrody (1869, 1926) i przetrwała do czasów obecnych.

## Galeria

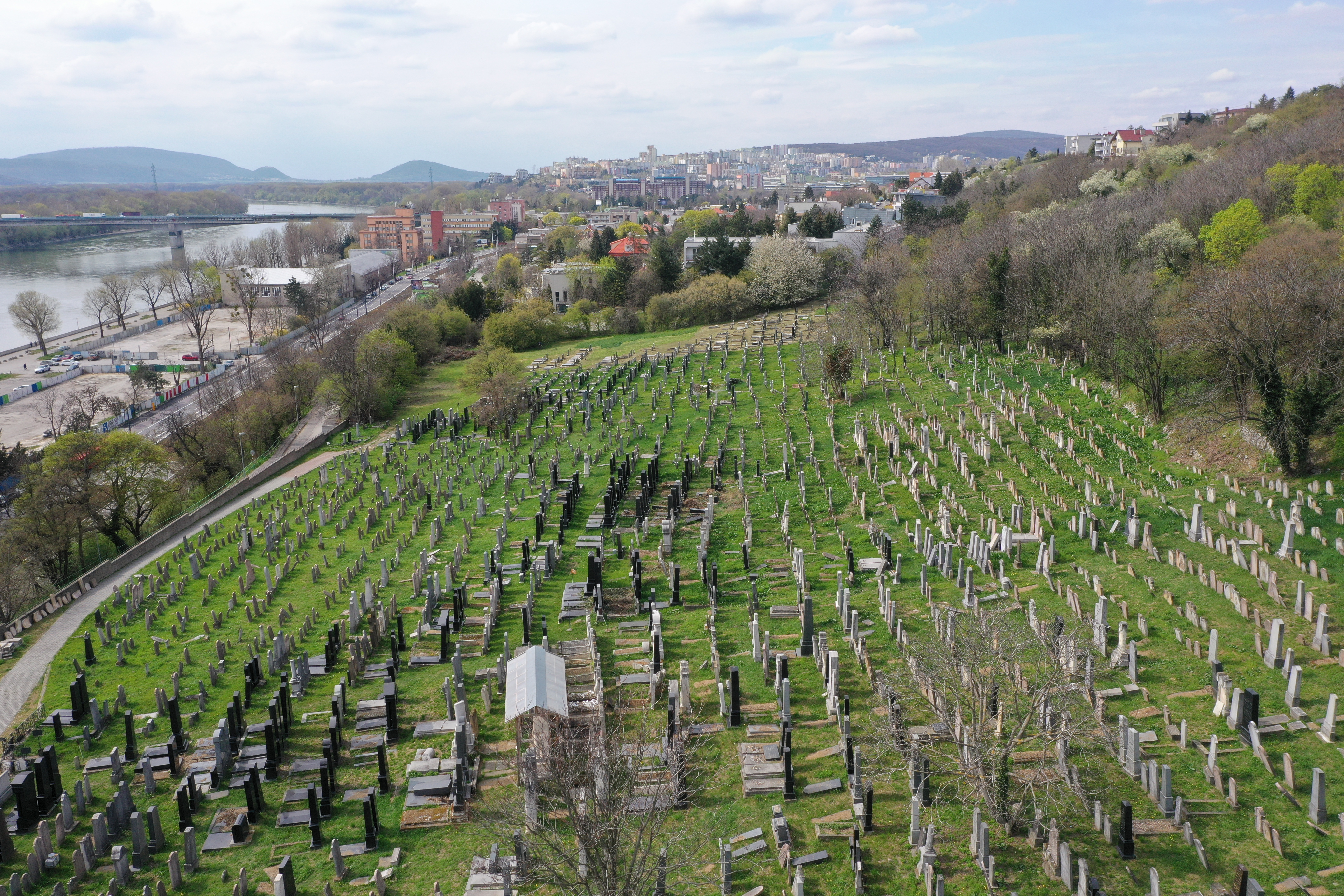
Widok ogólny
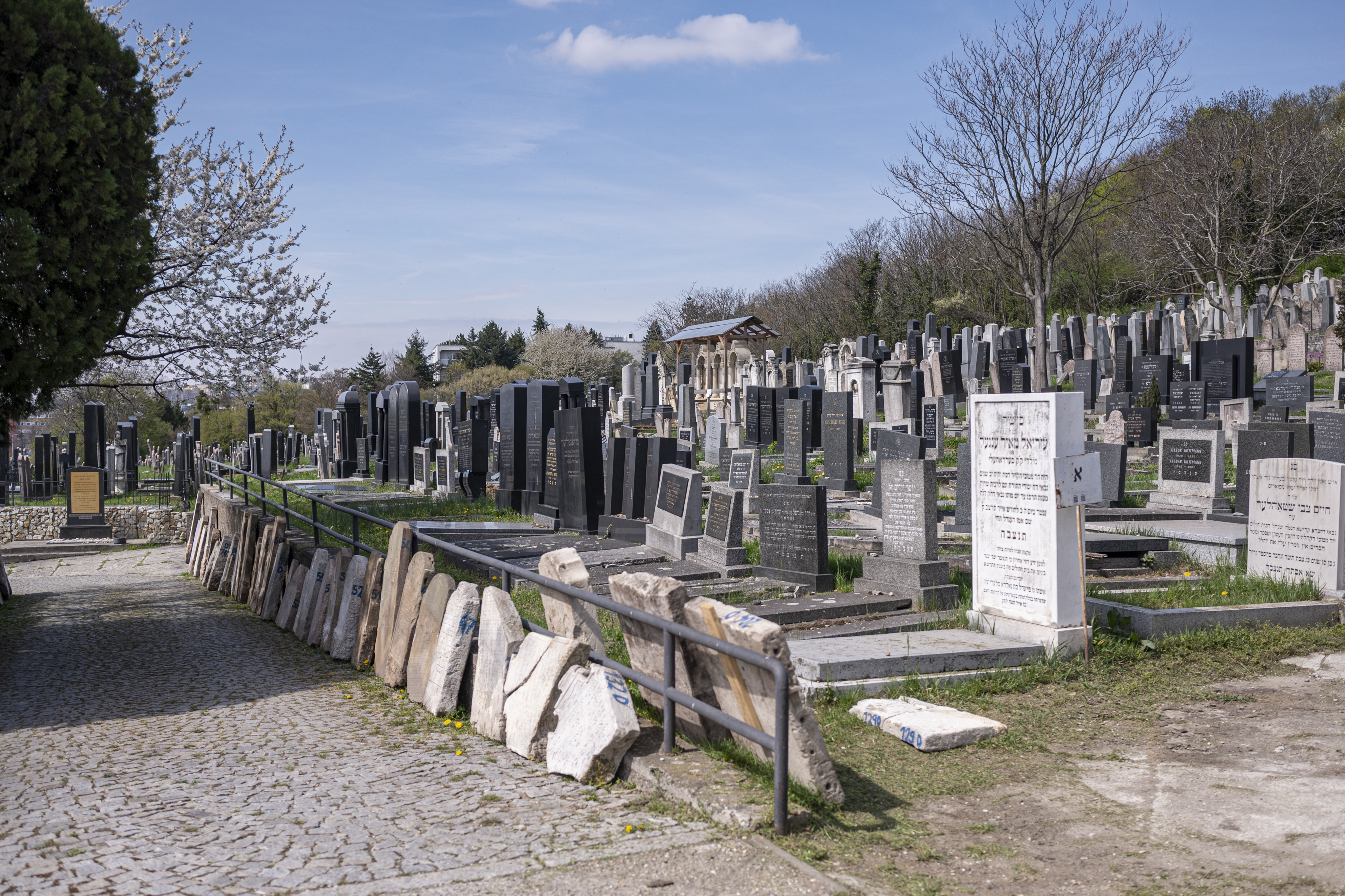
Nagrobki